# Haus Oelgarten
Haus Oelgarten ist ein Ortsteil der Stadt Hennef (Sieg) im Rhein-Sieg-Kreis in Nordrhein-Westfalen. 

## Lage
Haus Oelgarten liegt auf einer bewaldeten Anhöhe zwischen den Hennefer Ortsteilen Geistingen und Dambroich bzw. zwischen Rott und Niederpleis. Die Ansiedlung besteht aus lediglich zwei Wohnhäusern, von denen eines in der Regel vom lokalen Revierförster bewohnt ist. In der Nähe des Ortes befindet sich der geographische Mittelpunkt des Rhein-Sieg-Kreises.

## Geschichte
Bis in die 1930er Jahre befand sich in Haus Oelgarten noch der „Drüchschopp“ (Trockenschuppen), in dem in Rott abgebaute Blätterkohle getrocknet wurde.
Bis 1934 gehörte Haus Oelgarten zur Gemeinde Geistingen.